# Broadway Love
Broadway Love è un film muto del 1918 sceneggiato e diretto da Ida May Park da una storia di W. Carey Wonderly. Interpretato da Dorothy Phillips, Juanita Hansen e Lon Chaney, il film venne prodotto e distribuito in sala il 21 gennaio 1918 dalla Universal Film Manufacturing Company.

## Trama
Midge O'Hara è una ragazza di campagna che lascia il paesello per andare nella grande città a cercare fortuna. A Broadway, trova lavoro come ballerina di fila. Conosce Cherry Brown, un'arrampicatrice sociale a caccia di uomini ricchi. Cherry, quando ha una relazione, non esita a mollare  l'amico di turno quando questi si trova in difficoltà finanziarie. Uno dei suoi bersagli è Jack Chalvey che, lasciato da lei, entra in crisi, giungendo alla soglia del suicidio. Midge riesce a dargli di nuovo fiducia nella vita. La ragazza, però, si trova ad affrontare una situazione difficile quando deve scegliere tra Jack e Elmer Watkins, il fidanzato che ha lasciato a casa. Ai due, si aggiunge un terzo pretendente, il ricco Henry Rockwell.

## Produzione
Il film fu prodotto dall'Universal Film Manufacturing Company (con il nome Bluebird Photoplays).

## Distribuzione
Distribuito dall'Universal Film Manufacturing Company (con il nome Bluebird Photoplays), il film uscì nelle sale cinematografiche statunitensi il 21 gennaio 1918. Una copia viene conservata negli archivi dell'International Museum of Photography and Film at George Eastman House .